# Арктический голец
Аркти́ческий голе́ц (лат. Salvelinus alpinus) — вид лучепёрых рыб семейства лососёвых, образует множество форм: проходных, озёрно-речных и озёрных.
Ареал проходной формы кольцеобразно охватывает весь полярный круг и области к северу и югу от него (циркумполярный ареал). Проходные гольцы идут на нерест в реки Норвегии, Исландии, Шпицбергена, Новой Земли, Мурмана, по побережью Сибири в Обь, Енисей, Пясину, реки Канады, Аляски и Гренландии. Жилые формы встречаются в озёрах Кольского полуострова, Альпийских озёрах, бассейне Байкала и дальневосточных реках, впадающих в залив Петра Великого. В тихоокеанском бассейне арктический голец встречается по азиатскому и американскому берегу до Кореи и Калифорнии. В Тихом океане арктического гольца часто называют мальмой (однако считается, что мальма является отдельным видом, Salvelinus malma).
Проходные гольцы — рыбы крупные, длиной до 88 см и до 15—16 кг веса, серебристого цвета, с темно-голубой спиной, бока покрыты довольно крупными светлыми пятнами. Проходной голец — хищник, поедающий молодь других рыб и мелкую рыбу. Входя в реки на нерест, гольцы темнеют, спина становится зеленовато-коричневой, бока коричневатыми, с серебристым отливом и многочисленными красными или оранжевыми пятнами. Широко распространены и озерные формы арктического гольца. Они нерестятся и нагуливаются в озёрах, не выходя за их пределы. Озерно-речные гольцы мельче проходных (35—45 см, обычный вес 0,3—1,5 кг). По внешнему виду и образу жизни они очень напоминают кумжу. Популяции арктического гольца, обитающего в Забайкалье, вместе с подвидом восточносибирский голец даватчан Salvelinus alpinus erythrinus, занесены в Красную Книгу России как сокращающиеся в численности (категория 2).
Проходной голец в возрасте 5—7 лет входит для нереста в низовья рек. Ход в реки протекает в два срока: в июне и августе — сентябре. Голец осеннего подъёма является озимой формой и скатывается обратно в море обычно летом. Нерестится проходной голец осенью и в начале зимы; некоторые рыбы, вероятно, весной. В некоторых водоемах нерест гольца очень растянут. Нерест может происходить и днем и ночью. В реке Каре и в реках Новой Земли у гольца отмечены яровые и озимые расы. Молодь гольца проводит в реке 2—4 года. В море голец далеко не уходит и держится преимущественно в приустьевых пространствах, в районе той реки, в которой появился на свет. Продолжительность его пребывания в море, как правило, не превышает 2—3 месяцев. В период обитания в реке питается моллюсками, ракообразными, личинками насекомых, молодью рыб. Взрослые питаются в море мелкой треской, песчанкой, мойвой; в озёрах — ряпушкой, корюшкой. Кормится, по-видимому, круглый год.